# Dragendorff-Reagenz
Das Dragendorff-Reagenz ist ein Nachweisreagenz für Alkaloide und tertiäre Amine.

## Beschreibung
Bei Zugabe des Reagenz zeigen Alkaloide eine charakteristische Färbung. Tertiäre Amine können gelbe, orangefarbene und rote bis braune Färbungen geben. Es findet unter anderem Anwendung in der Dünnschichtchromatographie (DC) als Sprüh- oder Tauchreagenz, zum Beispiel zur Arzneimittelanalytik.
Das Reagenz setzt sich aus Bismutoxidnitrat (Bismutsubnitrat), Weinsäure und Kaliumiodid zusammen. Es entsteht ein Kalium-Tetraiodobismutat-Komplex. Basische aliphatische Amine werden protoniert (durch die Weinsäure), es erfolgt die Bildung eines nicht mehr solvatisierbaren Ionenpaares der Form [BiI4]−[HNR3]+.

## Geschichte
Das Dragendorff-Reagenz wurde vom Pharmazeuten Georg Dragendorff (1836–1898) entwickelt und 1872 erstmals publiziert.